# 2 основно училище „Даскал Димитри“ (Кюстендил)
Второ основно училище „Даскал Димитри“ се намира в Кюстендил.
Основано е през 1865 година. В него се обучават ученици от 1 до 8 клас. Училището е с общинско финансиране. Намира се на бул. „Дондуков“ № 43.

## История
Второ основно училище „Даскал Димитри“ в гр. Кюстендил е второто учебно заведение в града. Построено е през 1865 г. в двора на църквата „Свети Димитър“ под ръководството на учителя Димитър Стоянов (Даскал Димитри) и става известно като Долномахленското училище. Училищната сграда се състои от училищна зала, пригодена за работа по взаимоучителната метода и учителска стая от юг. След Освобождението е преустроена фасадата в стил модерн. Тази училищна сграда е разрушена през 1892 г.
През 1892 г. е построена сграда за първоначалното училище „Даскал Димитри“, на дн. ул.“Евлоги Георгиев“ № 2. Откритата през 1919 г. Втора смесена прогимназия, настанена в сградата на Педагогическото училище, през 1929 г. се премества в сградата на началното училище „Даскал Димитри“. Надстроява се втори етаж на сградата. Училището е известно като Втора прогимназия „Свети Иван рилски“.
През 1963 – 1964 г. прогимназиалният курс се отделя от началния и се именува Втора прогимназия „Даскал Димитри“. От януари 1963 г. училището се настанява в новопостроена сграда на бул. „Дондуков“ № 43.
За учебната 1980/81 година прогимназията се слива с началното училище „Климент Охридски“ и става Второ основно училище с курс на обучение от I до VIII клас, а от 1982/83 учебна година става ЕСПУ и се създава паралелка със засилено изучаване на изобразително изкуство.
През 1988/89 учебна година се поставя началото на училищна картинна галерия от произведения на проф. Асен Василиев, дарени от дъщеря му Екатерина Василева. Отделя се Седмо основно училище.
От 1992 г. училището се трансформира от ЕСПУ в основно училище.

## Материална база
Училището разполага с 14 класни стаи, 4 занимални, специализирани кабинети по английски език, по биология, по химия, по физика, 2 по информационни технологии, 2 по изобразително изкуство, 5 по музика, по БДП и училищна библиотека, спортни площадки за баскетбол, футбол и хандбал, пясъчник за дълъг скок, 2 физкултурни салона.